# Greensleeves

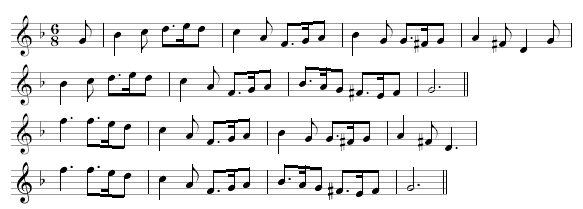
Notas musicales de la canción.

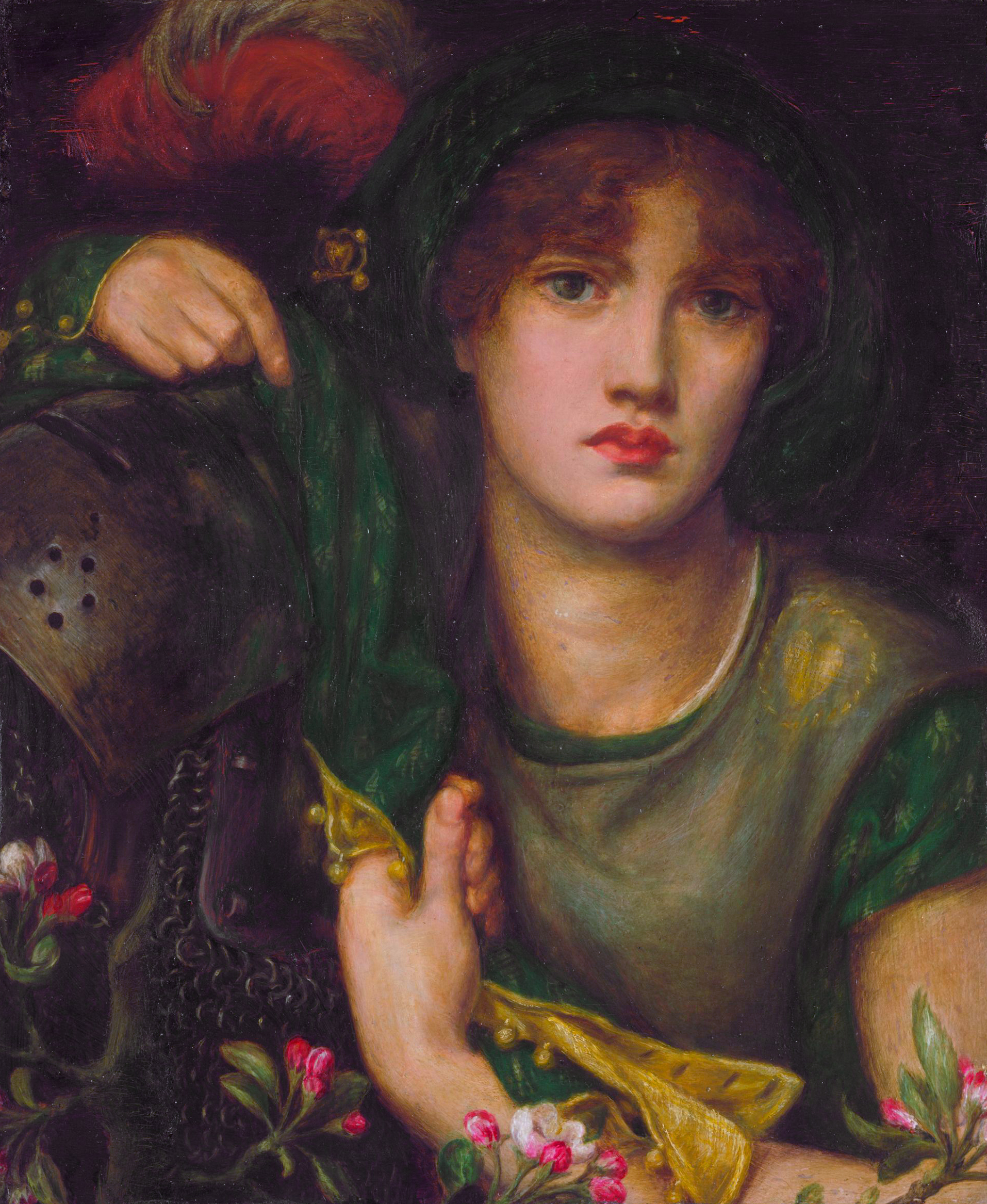
My Lady Greensleeves,
por Dante Gabriel Rossetti (1864).

Greensleeves (‘mangas verdes’) es una canción y melodía tradicional del folklore inglés, básicamente sobre un motivo que sigue la forma denominada romanesca.
La leyenda, muy extendida, asegura que fue compuesta por el Enrique VIII para su amante y futura reina consorte Ana Bolena. Ana, que era la hija más joven de Tomás Bolena, primer conde de Wiltshire, rechazaba los intentos de Enrique de seducirla. A este rechazo aparentemente se alude en la canción, cuando el autor escribe «cast me off discourteously» («me repudias descortésmente»).
Probablemente circuló en forma de manuscrito, como mucha música de uso social, mucho antes de que fuera impresa. Una canción con este nombre se registró en la London Stationer's Company (Compañía de Impresores de Londres) en 1580, como A New Northern Dittye of the Lady Greene Sleeves. No se conoce ninguna copia de esa impresión. En la obra conservada A Handful of Pleasant Delights (1584) aparece como «A New Courtly Sonnet of the Lady Green Sleeves. To the new tune of Green sleeves». Es discutible si esto sugiere que había en circulación una vieja canción de «Greensleeves» o cuál de ellas es la melodía que nos es familiar.

## Letra
Hay muchas versiones de la letra de «Greensleeves» como un lamento convencional de amante, a menudo variando simplemente en la densidad silábica. Esta es la primera versión impresa:
Alas my love, ye do me wrong,
to cast me off discourteously:
And I have loved you so long
Delighting in your companie.
Muchas versiones usan una gramática puesta al día, o bien una mezcla. He aquí la misma estrofa en una versión más ligera:
Alas, my love, you do me wrong
To cast me out discourteously,
For I have loved you for so long,
Delighting in your company.
La letra completa, con la gramática actualizada, se transcribe a continuación:
Alas, my love, you do me wrong,
To cast me off discourteously.
For I have loved you well and long,
Delighting in your company.
Estribillo:
Greensleeves was all my joy
Greensleeves was my delight,
Greensleeves was my heart of gold,
And who but my lady greensleeves.
Your vows you've broken, like my heart,
Oh, why did you so enrapture me?
Now I remain in a world apart
But my heart remains in captivity.
(Estribillo)
I have been ready at your hand,
To grant whatever you would crave,
I have both wagered life and land,
Your love and good-will for to have.
(Estribillo)
If you intend thus to disdain,
It does the more enrapture me,
And even so, I still remain
A lover in captivity.
(Estribillo)
My men were clothed all in green,
And they did ever wait on thee;
All this was gallant to be seen,
And yet thou wouldst not love me.
(Estribillo)
Thou couldst desire no earthly thing,
but still thou hadst it readily.
Thy music still to play and sing;
And yet thou wouldst not love me.
(Estribillo)
Well, I will pray to God on high,
that thou my constancy mayst see,
And that yet once before I die,
Thou wilt vouchsafe to love me.
(Estribillo)
Ah, Greensleeves, now farewell, adieu,
To God I pray to prosper thee,
For I am still thy lover true,
Come once again and love me.
(Estribillo)

## Letra renacentista
Alas my love, ye do me wrong,
to cast me off discurteously:
And I haue loued you so long
Delighting in your companie.
Estribillo:
Greensleeues was all my ioy,
Greensleeues was my delight:
Greensleeues was my heart of gold,
And who but Ladie Greensleeues.
I haue been readie at your hand,
to grant what euer you would craue.
I haue both waged life and land,
your loue and good will for to haue.
(Estribillo)
I bought three kerchers to thy head,
that were wrought fine and gallantly:
I kept thee both boord and bed,
Which cost my purse wel fauouredly.
(Estribillo)
I bought thee peticotes of the best,
the cloth so fine as might be:
I gaue thee iewels for thy chest,
and all this cost I spent on thee.
(Estribillo)
Thy smock of silk, both faire and white,
with gold embrodered gorgeously:
Thy peticote of Sendall right:
and thus I bought thee gladly.
(Estribillo)
Thy girdle of gold so red,
with pearles bedecked sumptuously:
The like no other lasses had,
and yet thou wouldst not loue me,
(Estribillo)
Thy purse and eke thy gay guilt kniues,
thy pincase gallant to the eie:
No better wore the Burgesse wiues,
and yet thou wouldst not loue me.
(Estribillo)
Thy crimson stockings all of silk,
with golde all wrought aboue the knee,
Thy pumps as white as was the milk,
and yet thou wouldst not loue me.
(Estribillo)
Thy gown was of the grossie green,
thy sleeues of Satten hanging by:
Which made thee be our haruest Queen,
and yet thou wouldst not loue me.
(Estribillo)
Thy garters fringed with the golde,
And siluer aglets hanging by,
Which made thee blithe for to beholde,
And yet thou wouldst not loue me.
(Estribillo)
My gayest gelding I thee gaue,
To ride where euer liked thee,
No Ladie euer was so braue,
And yet thou wouldst not loue me.
(Estribillo)
My men were clothed all in green,
And they did euer wait on thee:
Al this was gallant to be seen,
and yet thou wouldst not loue me.
(Estribillo)
They set thee vp, they took thee downe,
they serued thee with humilitie,
Thy foote might not once touch the ground,
and yet thou wouldst not loue me.
(Estribillo)
For euerie morning when thou rose,
I sent thee dainties orderly:
To cheare thy stomack from all woes,
and yet thou wouldst not loue me.
(Estribillo)
Thou couldst desire no earthly thing.
But stil thou hadst it readily:
Thy musicke still to play and sing,
And yet thou wouldst not loue me.
(Estribillo)
And who did pay for all this geare,
that thou didst spend when pleased thee?
Euen I that am reiected here,
and thou disdainst to loue me.
(Estribillo)
Wel, I wil pray to God on hie,
that thou my constancie maist see:
And that yet once before I die,
thou wilt vouchsafe to loue me.
(Estribillo)
Greensleeues now farewel adue,
God I pray to prosper thee:
For I am stil thy louer true,
come once againe and loue me.
Estribillo:
Greensleeues was all my ioy,
Greensleeues was my delight:
Greensleeues was my heart of gold,
And who but Ladie Greensleeues.

### Letras alternativas
Greensleeves tiene dos letras alternativas muy famosas. La primera es «What Child Is This?», un villancico inglés escrito en 1865 por William Chatterton Dix. La segunda es la canción «Home in the Meadow» (‘La casa de la pradera’), letra de Sammy Cahn, interpretada por Debbie Reynolds de la película La conquista del Oeste.